# Rubrius Gallus
Rubrius Gallus est un général de l'Empire romain au Ier siècle.

## Biographie
Rubrius Gallus est consul suffect sous Néron, à une date inconnue.
En mai 68, à la tête de la legio I Italica, il est envoyé par Néron pour mater la révolte de Vindex, mais en cours de route, il jura allégeance à Galba. La défection de Rubrius Gallus à l'avantage de Galba fut le principal événement qui provoqua la chute de Néron. Selon Jean d'Antioche, qui confond Verginius Rufus et Rubrius Gallus, Gallus complota alors avec Vindex pour recevoir le gouvernement de la Gaule entière : 

« Néron, fort alarmé par tout cela, envoya Rufus Gallus mener la guerre. Mais Rufus, ne se hasardant même pas à engager le combat contre Galba, en vint à conclure un accord avec Vindex..… »

— Jean d'Antioche.
En 69, il était commandant de la Legio I Italica. En l'an 70, l'empereur Vespasien le nomma légat d'Auguste propréteur et l'envoya en Mésie pour punir et soumettre les Sarmates scythes, qui y entraient par le  Danube à la place du légat Caius Fonteus Agrippa, tué en Mysie. Rubrius Gallus a réussi avec l'aide des légions Legio I Italica et Legio VII Claudia en 70 apr. J.-C. à rétablir l'ordre en Mésie.

## Famille
Il était le père de Rubrius Gallus (consul suffect sous Trajan, peut-être en 101).

## Sources
- Josèphe, Jüdischer Krieg 7, 91 (= 7, 4, 3) ; Jordanès, Getica 13, 76.
- Barbara Levick, Vespasien (Biographies impériales romaines), Routledge, Londres et New York 1999  (ISBN 0-415-16618-7), S. 115.